# VÖEST-Brücke
Die VÖEST-Brücke (auch VOEST-Brücke, Voestbrücke) einschließlich ihrer beiden Bypassbrücken ist eine der vier Linzer Straßenbrücken über die Donau. Als Teil der Mühlkreis Autobahn (A 7) ist sie eine Autobahnbrücke, dient aber auch dem innerstädtischen Verkehr und hat zwei kombinierte Geh- und Radwege.

## Verkehrsführung
Die Brücke verfügte bis zur Errichtung der Bypassbrücken über 6 Fahrstreifen, wovon zwei pro Fahrtrichtung Teil der Richtungsfahrbahn waren und jeweils ein Fahrstreifen der Auffahrt oder Abfahrt für die Anschlussstellen nördlich (Knoten Linz-Urfahr) und südlich (Linz-Hafenstraße) der Brücke diente. Zusätzlich befand sich auf beiden Außenseiten jeweils ein baulich abgetrennter Geh- und Fahrradstreifen.
Seit der Errichtung der Bypassbrücken ist neben den vier durchgehenden Fahrstreifen auf der Hauptbrücke nur mehr ein fünfter Fahrstreifen für die Auffahrt vom Knoten Linz-Urfahr in südlicher Richtung in Betrieb. Die übrigen Auf- und Abfahrten sowie der Geh- und Radverkehr werden ausschließlich über die Bypassbrücken abgewickelt. Fahrzeuge, die zur Querung der Donau nur zwischen den Anschlussstellen Linz-Urfahr und Linz-Hafenstraße verkehren wollen, sind durch die Neugestaltung der Brücke ausschließlich auf den Bypassbrücken unterwegs und kommen dabei nicht mehr mit dem auf der Hauptbrücke verkehrenden Durchzugsverkehr in Kontakt.

## Bauwerk

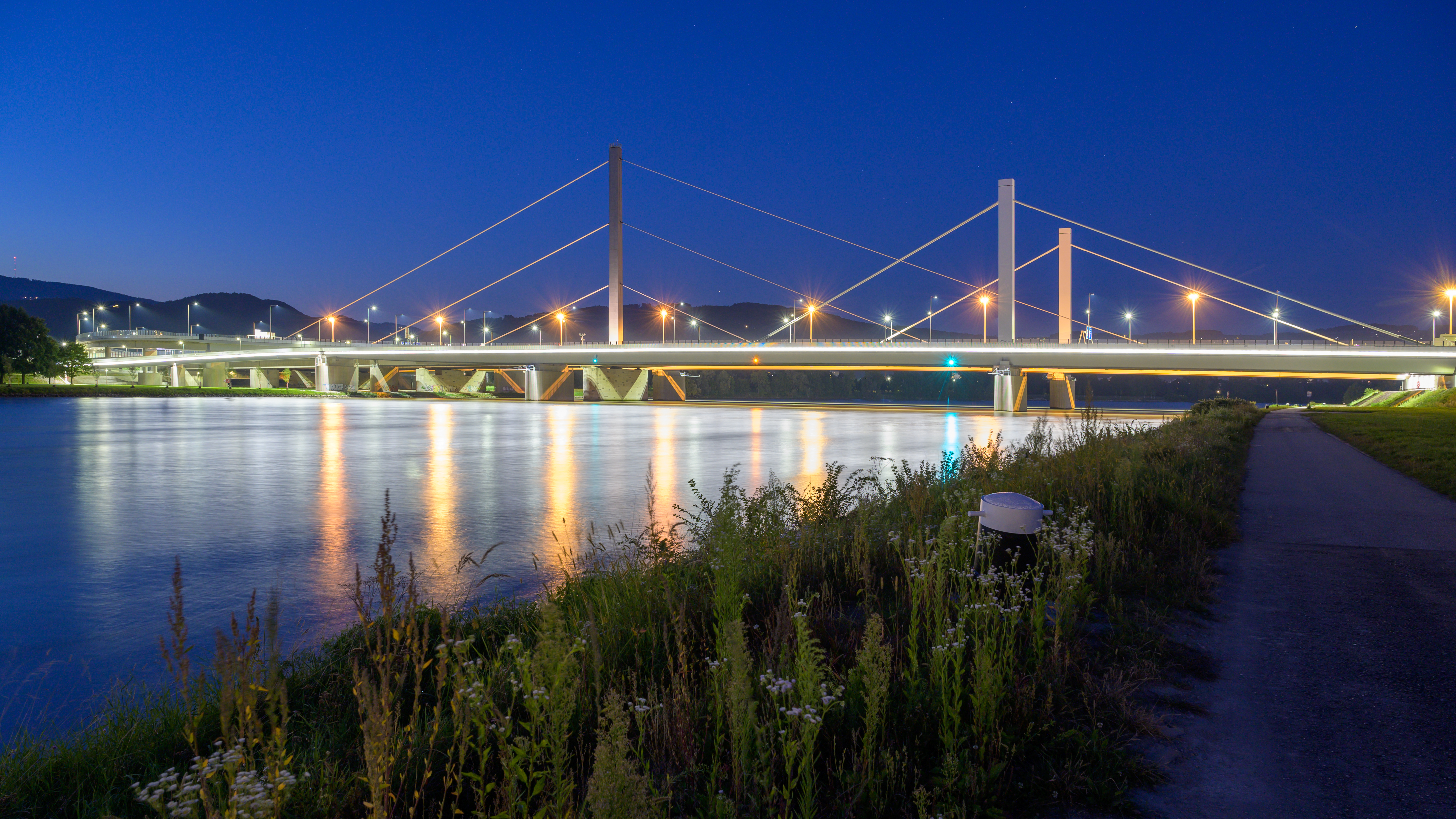
VÖEST-Brücke mit Bypassbrücken (August 2021)

Die Hauptbrücke verfügt nur über einen einzigen Brückenpfeiler in der Donau, der deutlich links der Strommitte liegt. Markantes Element der Brücke ist ein 69,26 m hoher Pylon, der über diesem Pfeiler in Querrichtung mittig auf der Brücke steht. An ihm sind nach Norden und Süden jeweils drei harfenförmig angeordnete Stahlseile angebracht, die Zugkräfte auf die Tragwerke ausüben.
Eine 3,50 m breite Lücke zwischen den Tragwerken der beiden Richtungsfahrbahnen lässt Platz für den Pylon, die Kopplung der Seile an Unterzüge unter die Tragwerke und für Inspektion und Service an der Brücke.
Das Fahrbahnträgerpaar hat eine Gesamtbreite über alles von 34,86 m. Jedes der zwei Tragwerke reicht einteilig von Widerlager zu Widerlager in der Bauweise mit einer orthotropen Platte. Jede Richtungsfahrbahn ist unterteilt in 2 × 3 jeweils 3,5 m breite Fahrstreifen, insgesamt 4 Seitenstreifen mit 1 m Breite zu beiden Seiten jeder Richtungsfahrbahn und den beiden Radgehwegen mit je 3,20 m Breite. Die Brücke hat eine Länge von 407 m, ihre Breite beträgt 34,86 m. Die Hauptöffnung hat eine Spannweite von 215 m, die Nebenöffnungen haben Spannweiten von 72 + 60 + 60 m. Der Fahrbahnträger hat eine Bauhöhe von 4 m und eine lichte Höhe von 8 m über dem höchsten schiffbaren Wasserstand (hsW) der Donau. Die Tragwerke überspannen am linken Ufer ein breiteres Überschwemmungsgebiet als rechtsufrig.
Die Bypassbrücken weisen je zwei Pfeiler in der Donau auf. Die linken Pfeiler fluchten mit dem bis dahin einzigen Flusspfeiler und tragen keinen Pylon. Mit den orografisch rechten Pfeilern wird die Flussbreite im Verhältnis 30:40:30 geteilt. Die Fahrrinne für die Großschifffahrt verläuft zwischen diesen Pfeilerpaaren. Auf beiden Bypassbrücken verläuft an der Außenseite jeweils ein kombinierter Geh- und Radweg, der vom motorisierten Straßenverkehr jeweils durch eine Lärmschutzwand getrennt ist.

## Geschichte

### Errichtung der Hauptbrücke
Die Hauptbrücke wurde zwischen 1969 und 1972 errichtet und nach dem Linzer Stahlkonzern VÖEST benannt. Sie ist die erste Schrägseilbrücke, die in Österreich erbaut wurde. Den Unterbau errichteten die Arbeitsgemeinschaft Mayreder, Krauss & Co. und die Firma E. Hamberger, beide Linz. Der Überbau erfolgte durch die Vereinigte Österreichische Eisen- und Stahlwerke Aktiengesellschaft, Linz (VÖEST), die auch die Brücke geplant hatte.
An den äußeren Seiten der Richtungsfahrbahnen liefen, abgetrennt zumindest durch Leitschienen, zwei Wege, die als Gehweg und wohl auch Zufahrt für verschiedene Einsätze mit Kfz geplant waren. Radfahrende nutzten dieses komfortable Wegpaar zwischen Unterer Donaulände und Hochwasserdamm. In den 1980ern wurde hier donauquerendes Radeln nachträglich per Verkehrstafeln erlaubt.

### Errichtung der Bypassbrücken und Sanierung der Hauptbrücke

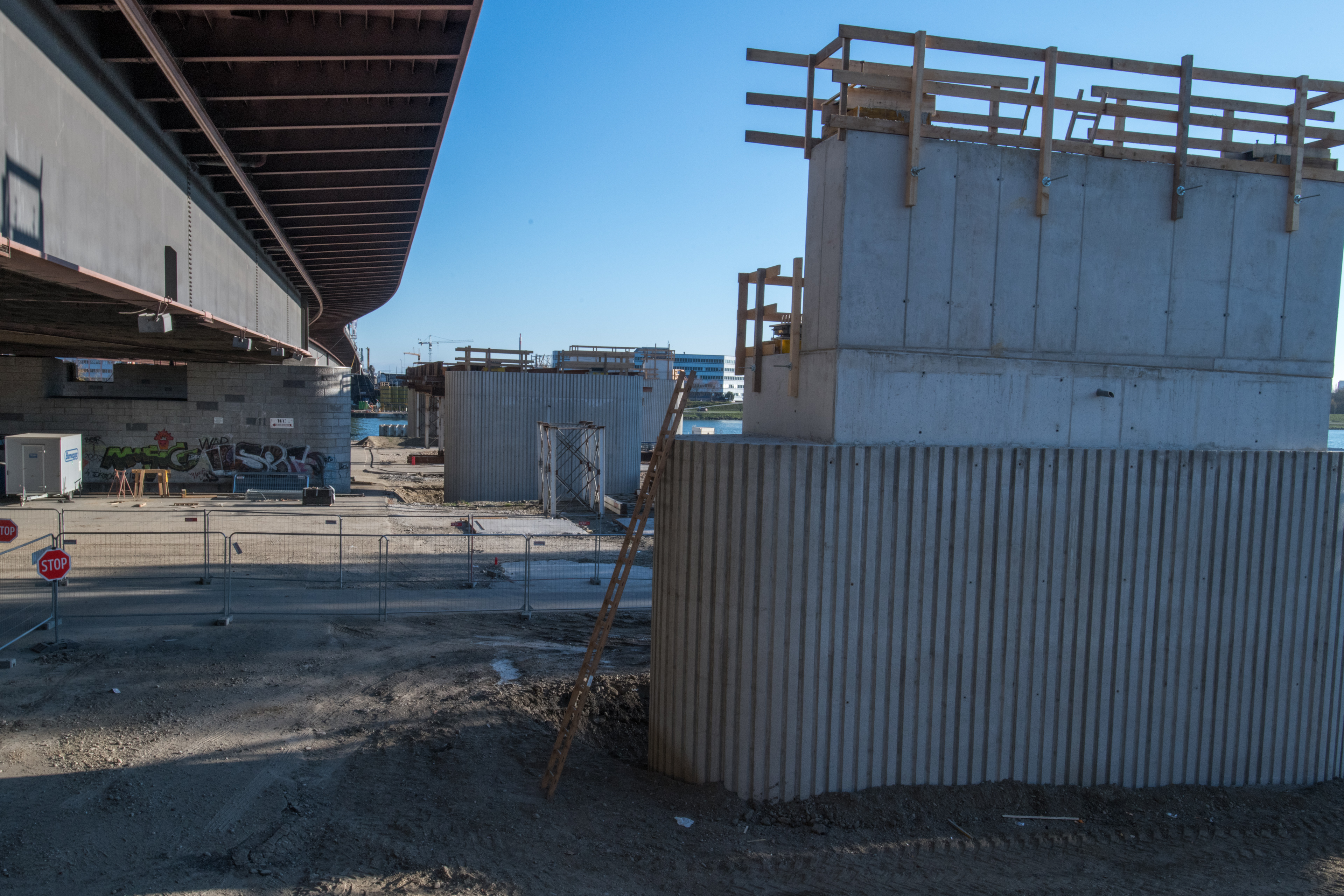
Errichtung von Bypassbrücken westseitig der VÖEST-Brücke (November 2018)

In den 2010er Jahren musste die ASFINAG die Sanierung der inzwischen 40 Jahre alten VÖEST-Brücke in die Wege leiten. Da sie eine der am stärksten befahrenen Straßen Österreichs ist, wäre die für eine Sanierung erforderliche Teilsperrung problematisch gewesen. Daher entschied man sich zur Anlage von zwei Bypassbrücken, die die VÖEST-Brücke dauerhaft entlasten sollen. Danach ist die Hauptbrücke nur mehr für den durchgängigen Autobahnverkehr vorgesehen. Mit der Errichtung der Bypass-Bauwerke wurde im Frühling 2018 begonnen, die Verkehrsfreigabe erfolgte im Sommer 2020. Die Arbeitsgemeinschaft Bernard Ingenieure (Hall, Tirol) – RWT plus ZT GmbH (Wien) – SOLID architecture ZT GmbH (Wien) ist der Sieger des von der ASFINAG dazu durchgeführten Gestaltungswettbewerbs.
Die Stahlkasten-Tragwerke der Bypassbrücke wurden in der Nähe linksufrig an Land produziert und mit einem Selbstfahrer an Land transportiert. Zum Einheben von Land aus dienten zwei koordiniert fahrende Selbstfahrer mit einem Hebegerüst darauf. Zum Einheben über Wasser, etwa auf 10 m über dem Wasserspiegel, stand das Hubgerüst auf zwei Selbstfahrern und diese auf einer Doppelbarke. Es wirkten die Firmen Donges SteelTec, Darmstadt und Sarens Schwertransporte, Belgien mit.
Von Ende 2022 bis November 2023 wurde die Brücke saniert. Für die Zeit der Sanierung wurde auch der Durchgangsverkehr über die Bypassbrücken umgeleitet.